# Jorge Alvarado
Jorge Andrés Alvarado Torres (* 22. Februar 1980 in Puerto Montt) ist ein ehemaliger chilenischer Fußballspieler, der auf der Position eines Innenverteidigers eingesetzt wurde.

## Karriere
Jorge Alvarado begann seine Karriere 2004 bei Deportes La Serena und wechselte 2005 in seine Geburtsstadt zu Deportes Puerto Montt. Nach Stationen bei Ñublense und Curicó Unido kehrte er zu Puerto Montt zurück. Nach Deportes Concepción trainierte er Anfang 2012 bei Deportes Puerto Montt, wurde jedoch schließlich von Unión Temuco unter Vertrag genommen. 2013 unterschrieb er zum dritten Mal bei Puerto Montt, wo er im Folgejahr seine Karriere beendete. 